# Acacia sphaerostachya
Acacia sphaerostachya é uma espécie de leguminosa do gênero Acacia, pertencente à família Fabaceae.